# Sepak takraw plażowy na Plażowych Igrzyskach Azjatyckich 2012
Podczas III Plażowych Igrzysk Azjatyckich rozegrano cztery turnieje w plażowej odmianie Sepak Takraw: dwa kobiece i dwa męskie. Turnieje odbywały się w dniach od 16 do 22 czerwca 2012 r. 

## Medaliści
| Konkurencja                | Złoty           | Srebrny         | Brązowy                      |
| Turniej regu mężczyzn      | Tajlandia (THA) | Chiny (CHN)     | Indonezja (INA)              |
| Turniej regu mężczyzn      | Tajlandia (THA) | Chiny (CHN)     | Brunei (BRU)                 |
| Turniej drużynowy mężczyzn | Tajlandia (THA) | Indonezja (INA) | Chiny (CHN)                  |
| Turniej drużynowy mężczyzn | Tajlandia (THA) | Indonezja (INA) | drugiego brązu nie przyznano |
| Turniej regu kobiet        | Tajlandia (THA) | Wietnam (VIE)   | Laos (LAO)                   |
| Turniej regu kobiet        | Tajlandia (THA) | Wietnam (VIE)   | Chiny (CHN)                  |
| Turniej drużynowy kobiet   | Tajlandia (THA) | Wietnam (VIE)   | Indonezja (INA)              |
| Turniej drużynowy kobiet   | Tajlandia (THA) | Wietnam (VIE)   | Chiny (CHN)                  |

## Tabela medalowa
| Poz.    | Państwo         | Złoto | Srebro | Brąz | Łącznie |
| ------- | --------------- | ----- | ------ | ---- | ------- |
| 1       | Tajlandia (THA) | 4     | -      | -    | 4       |
| 2       | Wietnam (VIE)   | -     | 2      | -    | 2       |
| 3       | Chiny (CHN)     | -     | 1      | 3    | 4       |
| 4       | Indonezja (INA) | -     | 1      | 2    | 3       |
| 5       | Laos (LAO)      | -     | -      | 1    | 1       |
| 5       | Brunei (BRU)    | -     | -      | 1    | 1       |
| Łącznie | Łącznie         | 4     | 4      | 7    | 15      |